# Agim Canaj
Agim Canaj (Valona, 14 luglio 1962) è un allenatore di calcio ed ex calciatore albanese, di ruolo difensore, tecnico del Korabi.

## Statistiche

### Presenze e reti nei club
Statistiche aggiornate al 14 ottobre 2007.
| Stagione             | Squadra              | Campionato           | Campionato | Campionato | Coppa nazionale | Coppa nazionale | Coppa nazionale | Coppe europee | Coppe europee | Coppe europee | Altre coppe | Altre coppe | Altre coppe | Totale | Totale |
| Stagione             | Squadra              | Comp                 | Pres       | Reti       | Comp            | Pres            | Reti            | Comp          | Pres          | Reti          | Comp        | Pres        | Reti        | Pres   | Reti   |
| -------------------- | -------------------- | -------------------- | ---------- | ---------- | --------------- | --------------- | --------------- | ------------- | ------------- | ------------- | ----------- | ----------- | ----------- | ------ | ------ |
| 1982-1983            | Dinamo Tirana        | KP                   | 0          | 0          | CA              | 0               | 0               | CdC           | 2             | 0             | -           | -           | -           | 2      | 0      |
| 1983-1984            | Dinamo Tirana        | KP                   | 0          | 0          | CA              | 0               | 0               | -             | -             | -             | -           | -           | -           | 0      | 0      |
| 1984-1985            | Dinamo Tirana        | KP                   | 0          | 0          | CA              | 0               | 0               | -             | -             | -             | -           | -           | -           | 0      | 0      |
| 1985-1986            | Dinamo Tirana        | KP                   | 0          | 0          | CA              | 0               | 0               | CU            | 4             | 0             | -           | -           | -           | 4      | 0      |
| 1986-1987            | Dinamo Tirana        | KP                   | 0          | 0          | CA              | 0               | 0               | CC            | 2             | 0             | -           | -           | -           | 2      | 0      |
| 1987-1988            | Dinamo Tirana        | KP                   | 34         | 7          | CA              | 0               | 0               | CB            | 2             | 1             | -           | -           | -           | 36     | 8      |
| 1988-1989            | Dinamo Tirana        | KP                   | 0          | 0          | CA              | 0               | 0               | CdC           | 0             | 0             | -           | -           | -           | 0      | 0      |
| 1989-1990            | Dinamo Tirana        | KP                   | 0          | 0          | CA              | 0               | 0               | CdC           | 4             | 2             | SA          | 1           | 0           | 5      | 2      |
| 1990-1991            | Dinamo Tirana        | KP                   | 33         | 5          | CA              | 0               | 0               | CC            | 2             | 0             | -           | -           | -           | 35     | 5      |
| Totale Dinamo Tirana | Totale Dinamo Tirana | Totale Dinamo Tirana | 67+        | 12+        |                 | 0               | 0               |               | 16            | 3             |             | 1           | 0           | 84+    | 15+    |
| 1991-1992            | Brașov               | A                    | 25         | 3          | CR              | 0               | 0               | -             | -             | -             | -           | -           | -           | 25     | 3      |
| 1992-1993            | Brașov               | A                    | 27         | 2          | CR              | 0               | 0               | -             | -             | -             | -           | -           | -           | 27     | 2      |
| 1993-1994            | Brașov               | A                    | 15         | 2          | CR              | 0               | 0               | -             | -             | -             | -           | -           | -           | 15     | 2      |
| Totale Brașov        | Totale Brașov        | Totale Brașov        | 67         | 7          |                 | 0               | 0               |               | -             | -             |             | -           | -           | 67     | 7      |
| Totale carriera      | Totale carriera      | Totale carriera      | 134+       | 19+        |                 | 0               | 0               |               | 16            | 3             |             | 1           | 0           | 151+   | 22+    |

### Cronologia presenze in Nazionale
| Cronologia completa delle presenze e delle reti in nazionale ― Albania | Cronologia completa delle presenze e delle reti in nazionale ― Albania | Cronologia completa delle presenze e delle reti in nazionale ― Albania | Cronologia completa delle presenze e delle reti in nazionale ― Albania | Cronologia completa delle presenze e delle reti in nazionale ― Albania | Cronologia completa delle presenze e delle reti in nazionale ― Albania | Cronologia completa delle presenze e delle reti in nazionale ― Albania | Cronologia completa delle presenze e delle reti in nazionale ― Albania |
| Data                                                                   | Città                                                                  | In casa                                                                | Risultato                                                              | Ospiti                                                                 | Competizione                                                           | Reti                                                                   | Note                                                                   |
| ---------------------------------------------------------------------- | ---------------------------------------------------------------------- | ---------------------------------------------------------------------- | ---------------------------------------------------------------------- | ---------------------------------------------------------------------- | ---------------------------------------------------------------------- | ---------------------------------------------------------------------- | ---------------------------------------------------------------------- |
| 30-3-1991                                                              | Parigi                                                                 | Francia                                                                | 5 – 0                                                                  | Albania                                                                | Qual. Euro 1992                                                        | -                                                                      |                                                                        |
| Totale                                                                 |                                                                        | Presenze                                                               | 1                                                                      |                                                                        | Reti                                                                   | 0                                                                      |                                                                        |

## Palmarès

### Giocatore

#### Competizioni nazionali
- Campionato albanese: 2

Dinamo Tirana: 1985-1986, 1989-1990
- Coppa d'Albania: 2

Dinamo Tirana: 1988-1989, 1989-1990
- Supercoppa d'Albania: 1

Dinamo Tirana: 1989

### Allenatore

#### Competizioni nazionali
- Campionato albanese: 1

Dinamo Tirana: 2007-2008